# Pieter van Lint

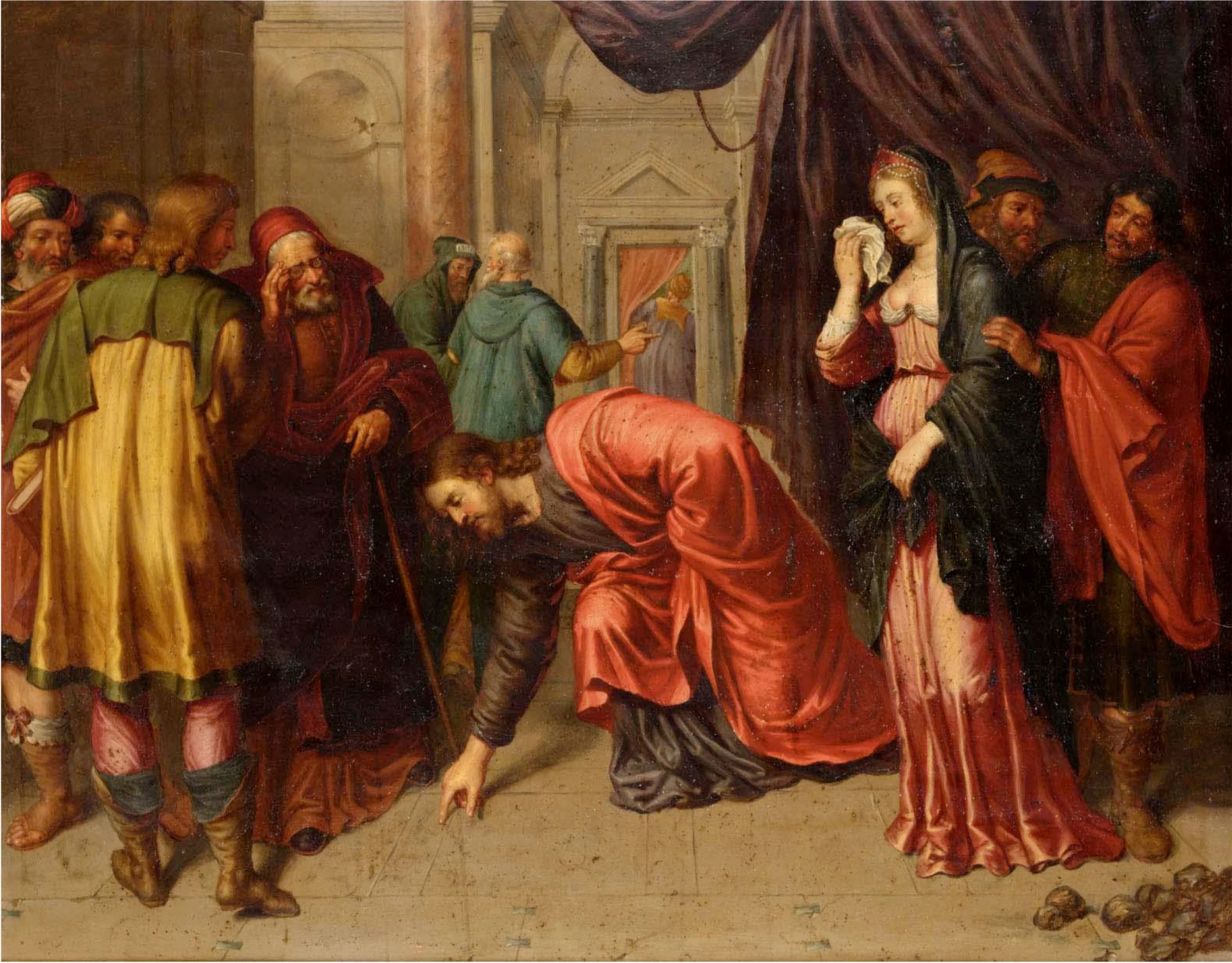
Kristus a cizoložná žena

Pieter van Lint nebo Peter van Lint (Antverpy, Belgie, 1609 – Antverpy, Belgie 1690) byl vlámský malíř, kreslíř a návrhář tapisérií. Byl vynikající malíř historických obrazů, byl znám svými žánrovými scénami a portréty ve vlámském barokním stylu s určitým klasicizujícím vlivem. Pracoval v Antverpách a Itálii.

## Životopis
Narodil se v Antverpách, kde jeho učitelem byl Artus Wolffort. Během svého učení Pieter van Lint často navštěvoval antverpské kostely kde kopíroval obrazy nejen svých současníků, jako byl Peter Paul Rubens, ale i díla starších umělců, jako byl Marten de Vos či bratři Franckenové.
Do Cechu svatého Lukáše byl přijat v roce 1633. V témže roce odcestoval do Říma, kde zůstal až do roku 1640. V Římě pracoval pro Domenica Ginnasiho, kardinála v Ostii. Kardinál mu svěřil výzdobu místní katedrály. V letech 1636–1640 namaloval fresku Nalezení Pravého kříže a Povýšení kříže pro kapli Cybo v bazilice Santa Maria del Popolo na téma Svatý Kříž. Kromě náboženských zakázek namaloval umělec řadu malých žánrových scén ve stylu bamboccianti. V letech 1640 až 1641 žil v Paříži, kde se pravděpodobně setkal s Poussinem. Rok po svém návratu do Antverp, v roce 1642, se oženil s Elisabethou Willemyns. Pár měl sedm dětí. Když v roce 1679 ovdověl, umělec se v následujícím roce znovu oženil s Annou Moeren (Moren nebo Morren).
Mezi jeho žáky patřili Caerel de las Cuevas, Jan-Baptista Ferrari a Godfried Maes. Jeho syn Hendrik Frans van Lint z druhého manželství byl slavným italským krajinářem v Římě.
Pieter van Lint zemřel v Antverpách v roce 1690.

## Dílo
Jeho nejranější práce navazují na styl jeho učitele Wolfforta, který byl pokračovatelem akademickému způsobu malby Otty van Veena. Van Lint během svého pobytu v Římě vytvořil řadu studií, také rozvinul zájem o klasicismus, který zůstal stálou charakteristikou jeho tvorby. Často pracoval ve stylu umělecké skupiny Bamboccianti.
Mnoho z jeho pozdějších prací byly obrazy s náboženskou tematikou, například Manželství Panny Marie z roku 1640 pro antverpskou katedrálu, který byl vytvořen v klasicizujícím stylu jeho učitele Wollforta. Kromě větších obrazů maloval i drobné zbožné obrazy, oblíbené zejména ve Španělsku a španělských koloniích v Americe. Často pracoval na zakázku pro přední antverpské obchodníky s uměním, jako byli Matthijs Musson a Guillam Forchondt.
V reakci na současnou poptávku po kopiích Rubensových olejových skic, vyrobil Van Lint velké množství kopií Rubensova díla. Společně s Abrahamem Willemsensem a Willemem van Herpem byl jedním z hlavních dodavatelů těchto kopií pro antverpské obchodníky s uměním. Mnoho z nich bylo provedeno na mědi, malířském materiálu, který byl ve Španělsku vysoce ceněn jak pro trvanlivost, tak pro svůj lesklý povrch. Čtyři takové oleje jsou ve sbírce madridského Musea del Prado, včetně kopie Rubense. Skicář s cestovními náčrtky, včetně dvou náčrtků s podpisem „P.V.L.“ ve sbírce Muzea Martina von Wagnera ve Würzburgu, které byly dříve připisovány Pieterovi van Laerovi (ústřední postava uskupení Bamboccianti), byl nyní připsán Pieterovi van Lintovi. Album obsahuje náčrtky, které si umělec vytvořil během svých cest po Itálii kolem roku 1636. Kresby poskytují živou představu o podmínkách a způsobu cestování v té době.
Pieter van Lint byl také aktivním návrhářem tapisérií. Korespondence mezi antverpským obchodníkem Hendrikem Lenaertsem a bruselskými tkalci Janem van Leefdaelem a Gerardem van der Streckenem z roku 1660 dokazuje, že van Lint vytvořil osm návrhů tapiserií na téma Story of Domitian. Předpokládá se, že gobelínová série z roku 1639 o Story of the Virgin Mary, která se dosud zachovala v klášteře v Bruggách, byla vyrobena podle návrhů Pietera van Linta.

## Galerie

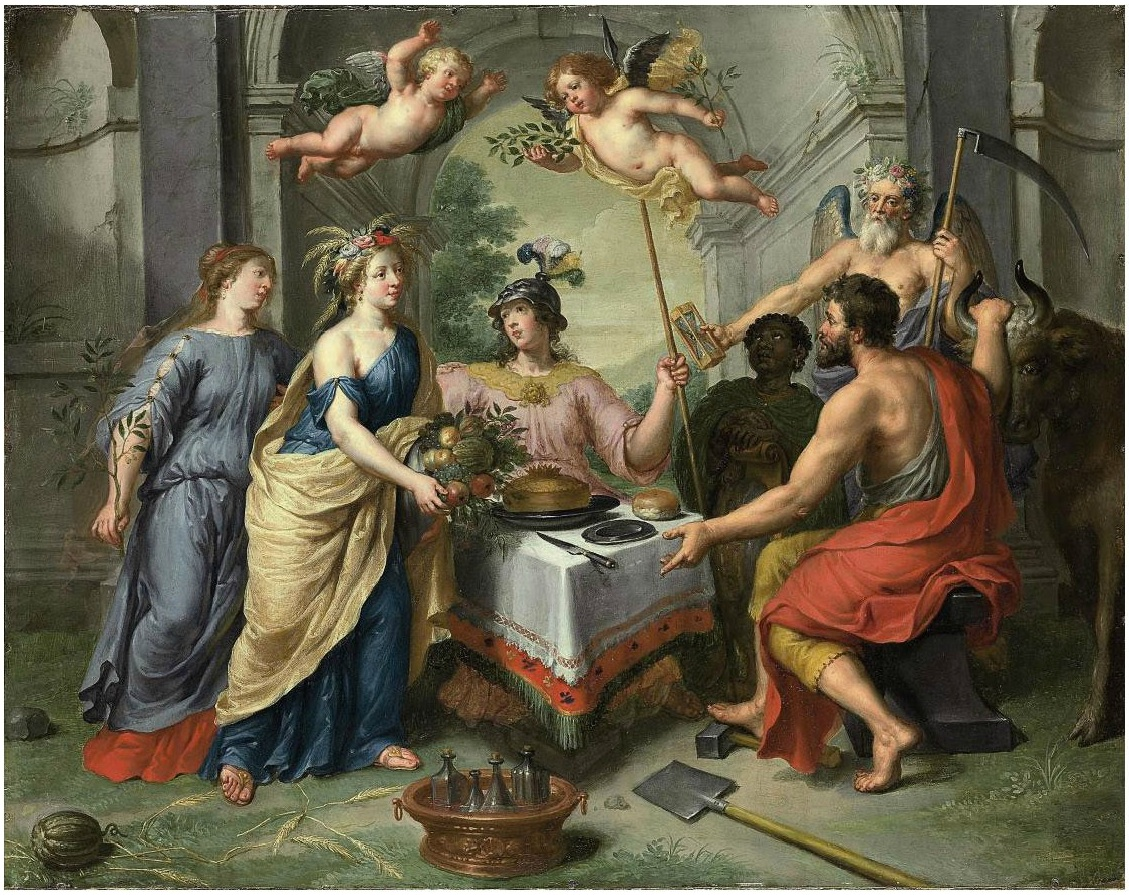
Alegorie - práce je odměněna hojností a mírem
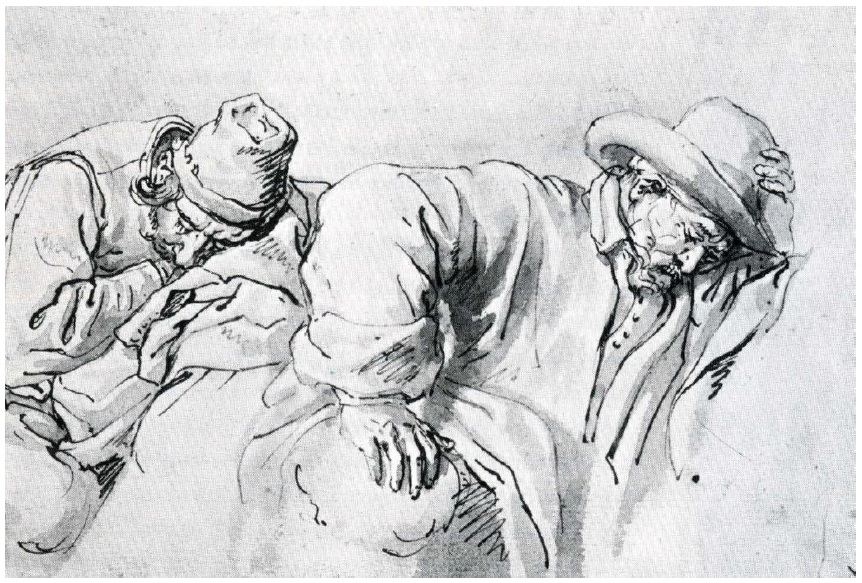
Spící cestující
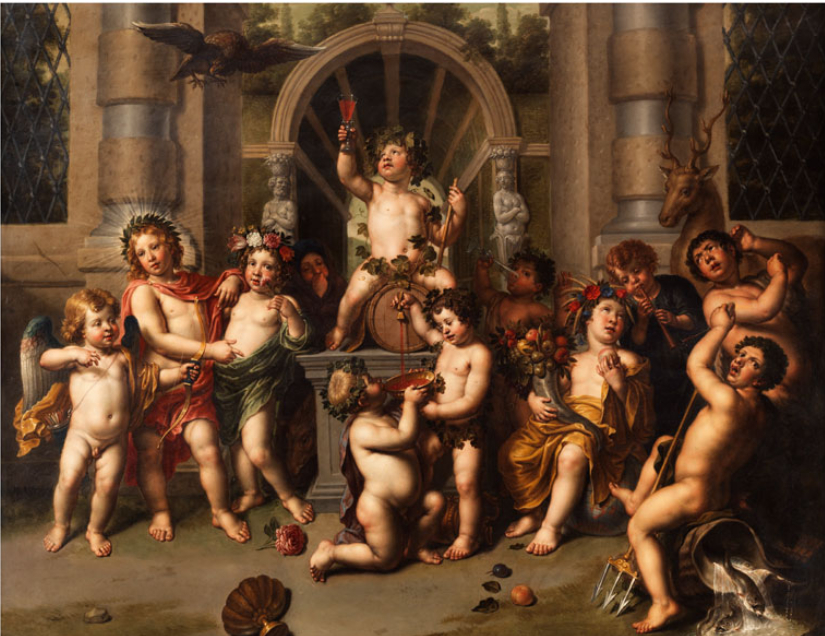
Dětské bakchanálie
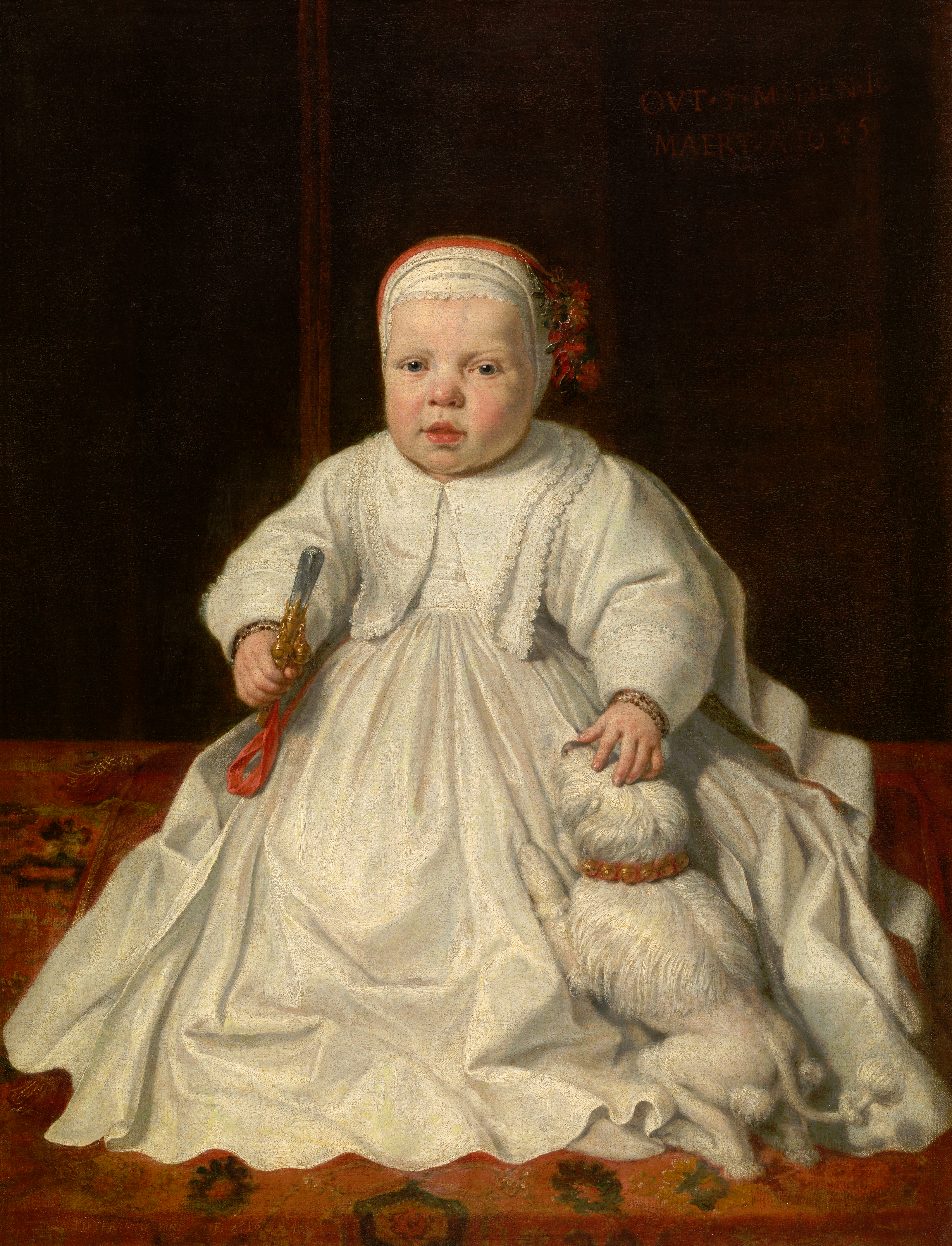
Pieter van Lint jako dítě